# Brenda Mallory

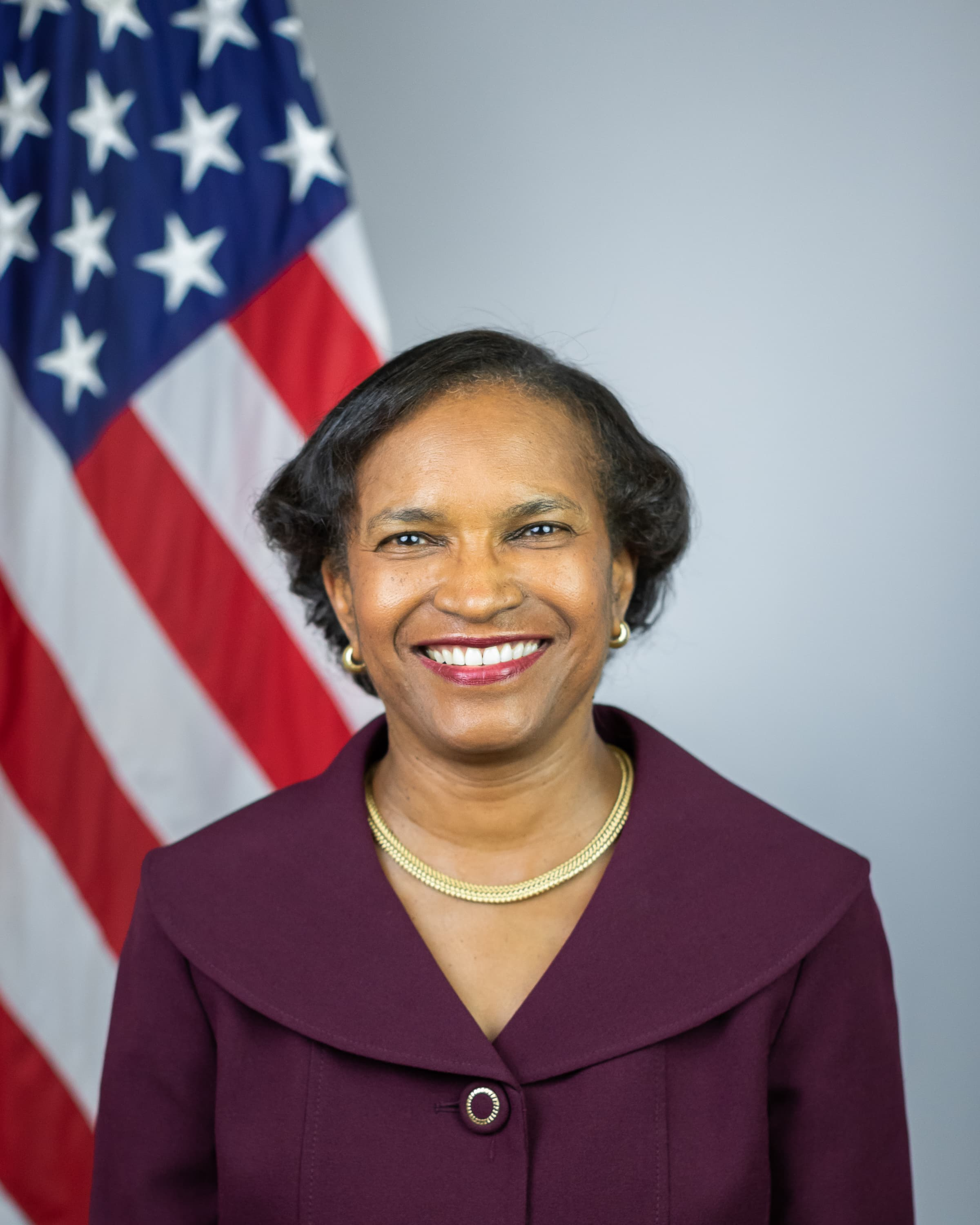
Brenda Mallory (2021)

Brenda Mallory (* 14. September 1957 in Waterbury (Connecticut)) ist eine US-amerikanische Anwältin, die sich auf Umweltrecht spezialisiert hat. Sie ist Direktorin für Regulierungspolitik am Southern Environmental Law Center in Washington, D.C. Sie hat einen Bachelor of Arts an der Yale University und einen Juris Doctor an der Columbia Law School erlangt. Mallory arbeitete während der Obama-Regierung als General Counsel für das White House Council on Environmental Quality. Am 16. Dezember 2020 wurde berichtet, dass Präsident Joe Biden Mallory für den Vorsitz des Council on Environmental Quality in seiner Regierung ausgewählt hat.